# 宁安站
宁安站，位于中华人民共和国黑龙江省牡丹江市宁安市宁安镇，是图佳铁路上的火车站，建于1935年，由哈尔滨局集团管辖。

## 歷史
- 建于1935年。

## 車站周邊
- 宁安市招商局
- 宁安市广播电视事业局
- 中国农业银行宁安华锋分理处
- 中国电信风翼营业厅
- 宁安市第一中学
- 宁安市农业机械管理局
- 宁安市农村合作经济经营管理局
- 中国农业发展银行宁安市支行
- 铂金酒店

## 外部連結
- 中国铁路客户服务中心（页面存档备份，存于）